# پوتز۲۵
پوتز۲۵ (به انگلیسی: Potez_25) یک هواگرد از نوع عملیات شناسایی هوایی بمب‌افکن ساخت شرکت Potez است. هواگرد پوتز۲۵ نخستین پروازش را در ۱۹۲۴ میلادی انجام داد. این هواگرد در سال ۱۹۲۵ میلادی رسماً معرفی گردید. در مجموع، تعداد 4,000 فروند از این هواگرد ساخته شده‌است.

## منابع

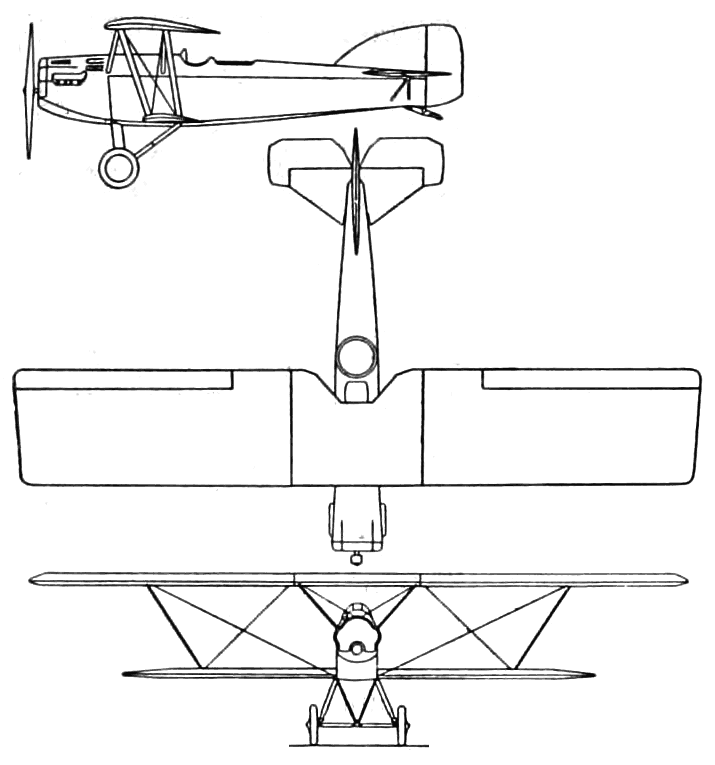